# Paul Verlaine

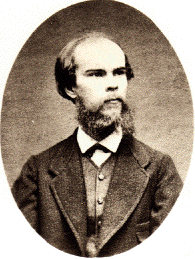
Paul Verlaine

Paul Marie Verlaine (* 30. März 1844 in Metz; † 8. Januar 1896 in Paris) war ein französischer Lyriker des Symbolismus.

## Leben und Schaffen

### Die jüngeren Jahre

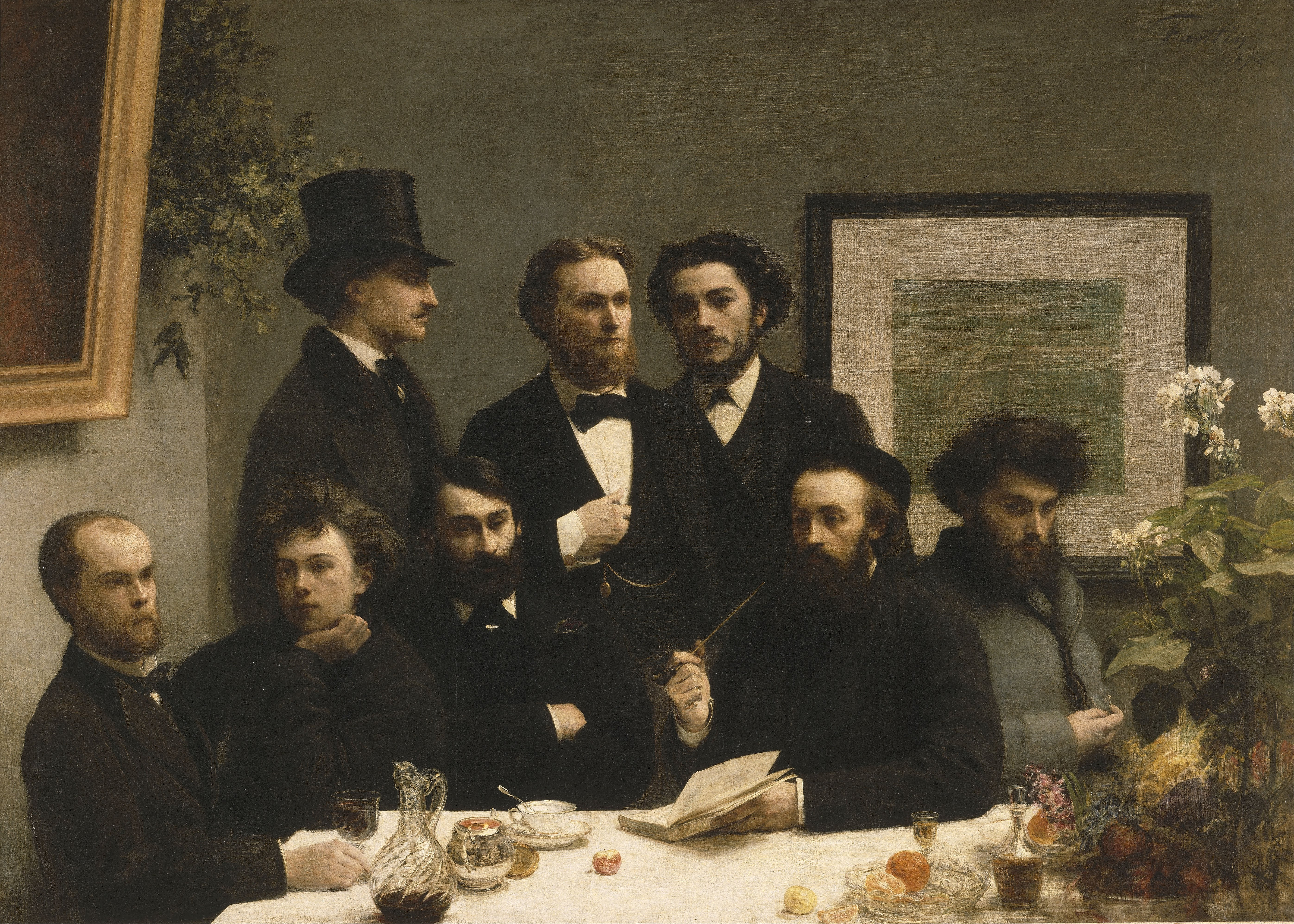
Verlaine und Arthur Rimbaud (links sitzend; Gemälde von Henri Fantin-Latour, 1872)

Paul Verlaine war das einzige lebend zur Welt gekommene Kind seiner Eltern. Seine Kindheit verbrachte er in Metz, Montpellier, Nîmes und dann wieder Metz, wo sein Vater, ein Offizier, jeweils stationiert war. Nachdem dieser den Dienst 1851 quittiert hatte, ließ sich die durchaus wohlhabende Familie in Paris nieder. Hier wurde Verlaine 1853 Internatsschüler in einer Privatschule (pension) und besuchte von dort aus später zugleich das Lycée Bonaparte (heute Condorcet). Er war zunächst ein guter Schüler, ließ aber, als er etwa vierzehn Jahre alt war, in seinen schulischen Leistungen stark nach und fing an, Gedichte zu schreiben, deren ältestes bekanntes von Ende 1858 stammt und dank seiner Zusendung an Victor Hugo erhalten ist. Nach dem Baccalauréat, das er 1862 knapp genügend absolvierte, immatrikulierte Verlaine sich als Jurastudent, verkehrte vor allem aber in Pariser Literatencafés und literarischen Zirkeln. In diesem Ambiente lernte er praktisch alle Autoren seiner Generation kennen und schrieb überwiegend Lyrik. Im August 1863 erschien erstmals ein Gedicht von ihm in einer Zeitschrift. Allerdings begann er auch zu trinken. Sein inzwischen stark kränkelnder Vater war besorgt und zwang ihn nach längerem Hausarrest (er war ja minderjährig), eine Stelle bei einer Versicherung anzunehmen. Von dort wechselte Verlaine Anfang 1864 in die mittlere Angestelltenlaufbahn bei der Pariser Stadtverwaltung.
Neben seiner Berufstätigkeit war er weiter literarisch aktiv. Schon mit 16 Jahren war er auf den Gedichtband Les Fleurs du Mal von Charles Baudelaire gestoßen, der sein wichtigstes Vorbild wurde. 1865 war ein Aufsatz über ihn der erste längere Text Verlaines, der gedruckt erschien. 1866 druckte Théodore de Banville in seiner epochemachenden Anthologie Le Parnasse contemporain sieben Gedichte von ihm ab. Im selben Jahr publizierte Verlaine einen ersten Sammelband seiner Gedichte als Privatdruck unter dem Titel Poèmes saturniens. Der Einfluss von Baudelaire ist deutlich, doch sind Verlaines Gedichte elegischer, melodischer, weicher. In der Sammlung Fêtes galantes (1869) versuchte er, die verspielten Figuren und die wehmütig-heitere Stimmung der Bilder Antoine Watteaus (1684–1721) lyrisch einzufangen, die ihn im Louvre fasziniert hatten. Zugleich jedoch verfasste er auch sozialistisch orientierte politische Gedichte, die eine Sammlung mit dem Titel Les Vaincus (dt. die Besiegten) ergeben sollten.
Seine psychische Verfassung zu dieser Zeit war wenig stabil: Immer wieder verfiel er seit dem Tod seines Vaters (1865) in Alkoholexzesse, die im Juli 1869 sogar zu zwei Mordversuchen an seiner Mutter führten.
Kurz zuvor hatte er sich in Mathilde Mauté de Fleurville verliebt, die 16-jährige Halbschwester eines Freundes. Die Beziehung stabilisierte ihn dann offenbar, und als wohlhabender Erbe in spe durfte er sich trotz starker Bedenken von Mathildes Vater Ende des Jahres mit ihr verloben und sie im Juni 1870 (mit einer vorsichtshalber nur aus Pachteinnahmen bestehenden Mitgift) heiraten. Fast am selben Tag erschien die Sammlung La bonne chanson, die das Glück seiner Liebe und vorübergehenden Abstinenz spiegelt und die er Mathilde widmete.

### Nach 1870
Schon im Jahr darauf endete die kurze halbwegs bürgerliche Phase seines Lebens. Im März 1871 schloss er sich nach der Niederlage Frankreichs im Deutsch-Französischen Krieg den marxistisch inspirierten Revolutionären der Pariser Kommune an und verlor nach der Niederschlagung der Kommune im Juli seinen Posten bei der Stadtverwaltung.
Im September nahm er den knapp 17-jährigen Arthur Rimbaud bei sich auf, der ihm Gedichte zugeschickt hatte und den er nach Paris eingeladen hatte. Ende Oktober wurde er Vater eines Sohnes, doch begann er etwa zur selben Zeit ein homosexuelles Verhältnis mit Rimbaud. Es folgten lange verworrene Monate, während deren er hin und her pendelte zwischen Mathilde (die er des Öfteren bedrohte und misshandelte und zur Flucht zu ihren Eltern trieb), seiner Mutter und Rimbaud (der sich im Frühjahr 1872 für ein paar Wochen absentierte). Am 7. Juli 1872 verließ Verlaine zusammen mit diesem Paris. Anschließend vagabundierte er mit ihm durch Nordostfrankreich, England und Belgien, sich mehrfach trennend und versöhnend, häufig depressiv und suizidgefährdet. Hierbei wurde er immer wieder von seiner Mutter aufgesucht und finanziell unterstützt. Seine Versuche, in Kontakt mit Mathilde zu treten, blieben vergeblich.
Dichterisch war es (wie auch für Rimbaud) durchaus eine fruchtbare Zeit, er verfasste u. a. die Ariettes oubliées (dt. kleine vergessene Arien) und die Romances sans paroles (dt. Romanzen ohne Worte, beide erschienen 1874). Am 4. Juli 1873 war er, nachdem er wenige Tage vorher Rimbaud in London im Streit verlassen hatte, allein in Brüssel. Dort schrieb er Abschiedsbriefe an seine Frau (die mittlerweile die Scheidung eingereicht hatte), an seine Mutter und an Rimbaud. Die beiden letzteren reisten sofort an, Rimbaud allerdings, um endgültig mit ihm zu brechen. Hierbei kam es zu einer Auseinandersetzung zwischen den beiden Männern, in deren Verlauf sich Verlaine betrank, schließlich tätlich wurde und sogar in Gegenwart seiner Mutter auf Rimbaud schoss. Dieser wurde nur leicht am Handgelenk verletzt. Als Verlaine nach dem gemeinsamen Aufsuchen einer Ambulanz erneut auf Rimbaud zu schießen drohte, flüchtete dieser zu einem Polizisten. Verlaine wurde festgenommen und zu zwei Jahren Haft verurteilt.
Schon in der Untersuchungshaft hatte er viele weitere Gedichte verfasst. Im Gefängnis (1873/75) wurde er mit Hilfe des Gefängnispfarrers fromm und schrieb religiöse Gedichte, die er 1880 in dem Band Sagesse (dt. Weisheit, Abgeklärtheit) vereinte. Auch das Gedicht Art poétique (dt. Dichtkunst), das zu einer Art Manifest des Symbolismus wurde, stammt aus der Haftzeit.
Nach der vorzeitigen Entlassung Anfang 1875 besuchte Verlaine Rimbaud in Stuttgart. Es kam erneut zu Tätlichkeiten und die erhoffte Versöhnung blieb aus. Im März ging Verlaine nach England und hielt sich dort mit Französisch- und Zeichenunterricht über Wasser, war aber kurz auch als Lehrer angestellt. 1877 erhielt er vertretungsweise eine Lehrerstelle in Rethel, die aber 1878  wegen vermuteter homosexueller Beziehungen zu einem Schüler, dem 17-jährigen Lucien Létinois, nicht verlängert wurde. Verlaine ging nun mit Lucien Létinois, den er als seinen eigentlichen Sohn betrachtete, nach England, kehrte aber Ende 1879 zurück.

### 1880 bis 1896
Anfang 1880 übernahm er dank eines Zuschusses seiner Mutter mit Létinois und dessen Eltern einen Pachthof in Juniville und versuchte sich dort als Landwirt. 1882 war der Hof finanziell am Ende. Verlaine kehrte nach Paris zu seiner Mutter zurück. Seine Bemühungen, erneut als Lehrer zu arbeiten, scheiterten. Er lebte danach weiter bei seiner Mutter, zunächst in Paris, dann auf einem kleinen Anwesen, das sie in Coulommes von den Eltern des 1883 an Typhus verstorbenen Létinois gekauft hatte. Er trank jedoch wieder und versuchte ein weiteres Mal, seine Mutter zu erwürgen, was ihm erneut Haft und eine Geldstrafe eintrug und zu einem vorübergehenden Zerwürfnis führte (1885). Gegen Jahresende erkrankte er und wurde aufgrund einer fortschreitenden Syphilis nie mehr völlig gesund.
Als Verlaines Mutter Anfang 1886 starb, fiel der Rest ihres Vermögens per Testament an seinen Sohn. Er selbst war nun endgültig verarmt. Die nächsten Jahre verbrachte er elend weitgehend in Pariser Armenasylen, Spitälern, Absteigen oder, sobald er über ein wenig Geld verfügte, bei Prostituierten oder in kleinen Hotels.

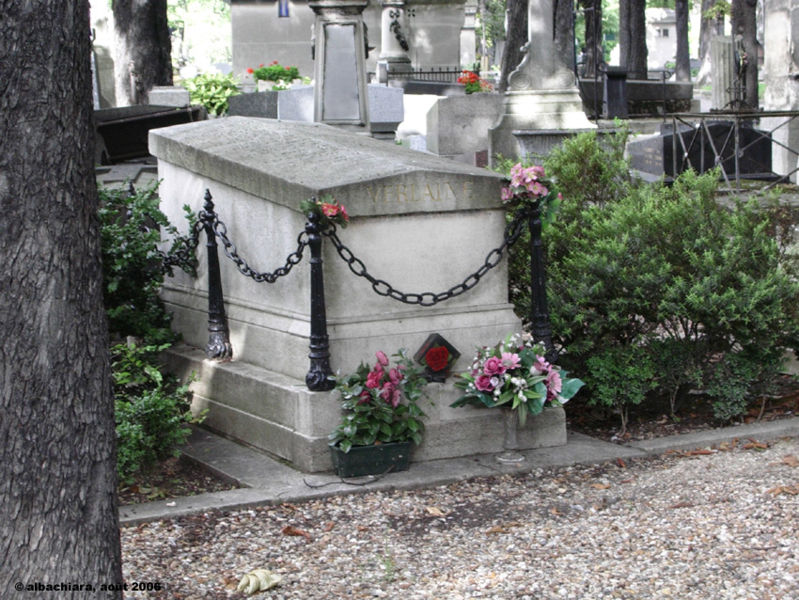
Paul Verlaines Grab

Als Autor begann er nun bekannter zu werden. 1883 hatte er eine Serie mit Dichterporträts unter dem Titel Les Poètes maudits (dt. „Die verfemten Dichter“) veröffentlicht, 1884 den Gedichtband Jadis et naguère (dt. „Einst und jüngst“). Er schrieb Lyrik, Essays, Autobiographisches, Autorenporträts, Reiseberichte usw. Darüber hinaus publizierte er die Werke Rimbauds, die er in eigenen Abschriften oder auch in Autographen besaß, und rettete sie so vor dem Vergessen. 1892 wurde er erstmals zu einer Serie von Vorträgen nach Holland eingeladen, 1893 nach Belgien, Lothringen und England. Ebenfalls 1893 versuchte er, für die Académie française zu kandidieren, stieß aber schon im Vorfeld auf starken Widerstand. Das Unterrichtsministerium verlieh ihm mehrere Preise und Ehrungen. Ein Freundeskreis zahlte ihm eine monatliche Pension von 150 Frs. Auch wurde in Nancy eine Straße nach ihm benannt.
1893 war es dem Kunstkritiker Octave Maus (1856–1919) gelungen, Verlaine für ein paar Vorträge nach Belgien zu verpflichten. Während seines Aufenthalts kümmerte sich Henry van de Velde um dessen Wohl.
1894 wurde Verlaine als Nachfolger des kurz zuvor verstorbenen Lyrikers Leconte de Lisle zum „Prince des poètes“ (Dichterfürsten) gewählt, und 1895 gründete er mit einer langjährigen Freundin einen gemeinsamen Hausstand. Am Ende desselben Jahres erkrankte er und schrieb zwei letzte Gedichte: Mort ! (dt. „Tod!“) und Désappointement (dt. „Enttäuschung“). Er starb am 8. Januar 1896. Dem Trauerzug am 12. Januar zum Cimetière des Batignolles folgten mehrere tausend Personen. Bekannte Autoren hielten Totenreden auf ihn.

## Literarische Bedeutung

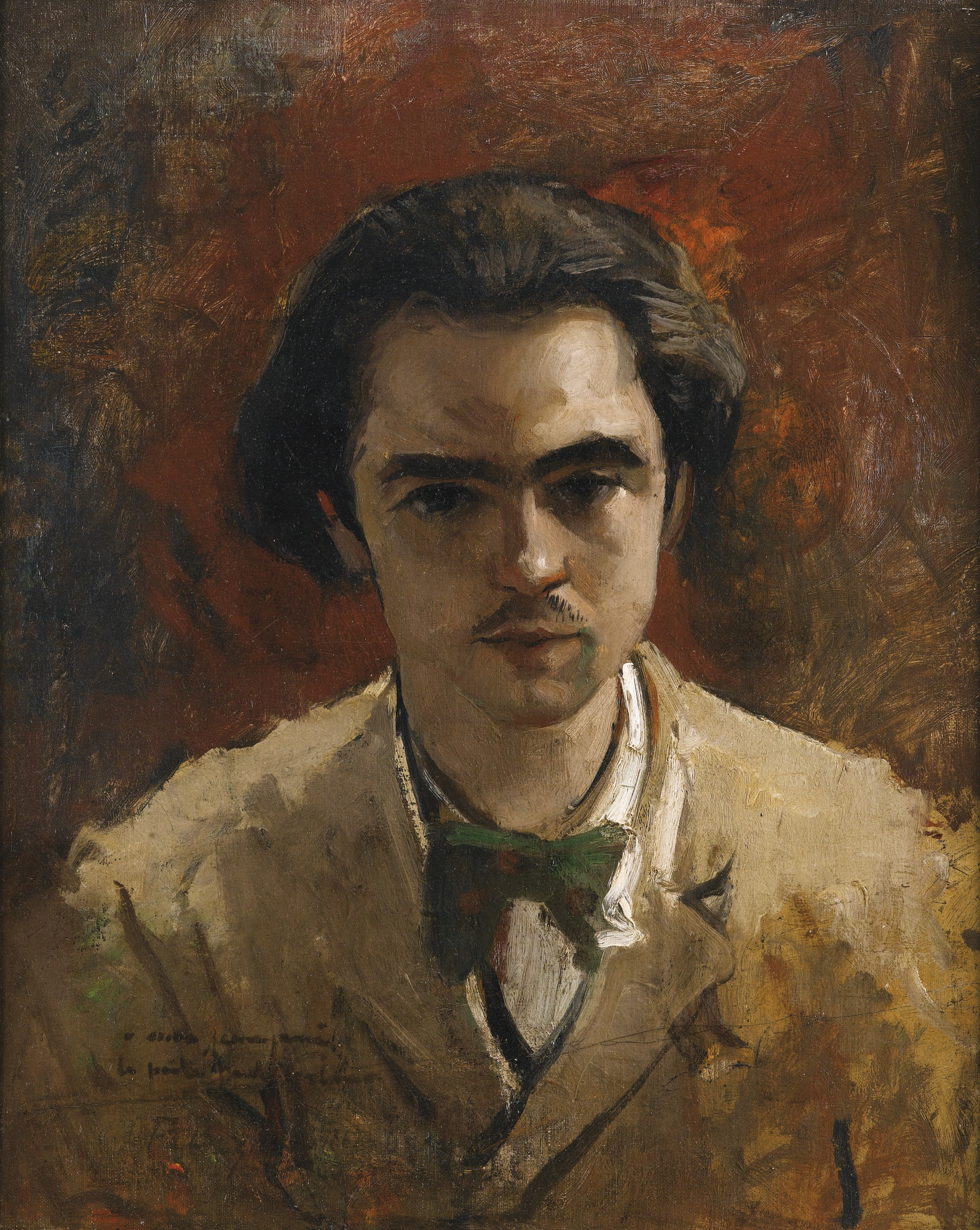
Paul Verlaine (Porträt von Frédéric Bazille (1867))

Verlaine schloss sich den Parnassiens an, bei denen er sein poetisches Handwerk lernte. Er wurde zum führenden Lyriker des Symbolismus und beeinflusste viele spätere französische Dichter. Seine hochmusikalischen Verse bringen feinste Gefühlsregungen und Zwischentöne zum Ausdruck. Verlaines Maxime lautete: „De la musique avant toute chose.“ („Musik, Musik vor allen Dingen.“) Die Thematik reicht von morbider Erotik bis zu ekstatischer Frömmigkeit. Er hat besonders die Kunst der Neuromantik beeinflusst.
Wilhelm Richard Berger, der auch eine Auswahl Verlaine’scher Gedichte übertragen hat, schreibt: „Von Baudelaire und den Parnassiens beeinflusst, gehört Verlaine zu den Wegbereitern des Symbolismus, dessen erster bedeutender Vertreter er selbst ist. Sein musikalischer, auf raffinierteste Klangeffekte abgestimmter Vers gewann der französischen Sprache bis dahin unerhörte euphonische Möglichkeiten ab. Sein Gedicht Art poétique wurde zum poetologischen Manifest der Symbolisten…“
Der Klang seiner Gedichte ist meistens wichtiger als ihr Inhalt, was dazu führt, dass sie schwer zu übertragen sind. An diese schwierige Aufgabe wagten sich beispielsweise Hermann Hesse (Mon Rêve Familier), Rainer Maria Rilke (Agnus Dei), Stefan George (Chanson d'Automne) und Paul Zech.

## Notizen zu den wichtigsten Werken
Die meisten Gedichte der ersten Sammlung sind noch wenig kennzeichnend für die spätere Eigenart Verlaines. Die Poèmes saturniens – in der Titelgebung an eine Gedichtgruppe aus den Fleurs du Mal anknüpfend – stehen in Themenwahl und Gedankenführung stark unter dem Einfluss Baudelaires, während sie im Versbau die Schule Banvilles erkennen lassen. Die baudelaireschen Motive sind ins Zarte und Spielerische aufgelöst; die Melancholie entspringt nicht der Bitternis der Vereinsamung, sondern einer seelischen Erschöpfung, die dem Dichter neue Sensationen bietet und ihn befähigt, alltägliche Dinge in neuem Licht zu sehen.
In den Fêtes galantes hat Verlaine im Sinne der baudelaireschen Forderung, dass die Lyrik ein Kollektiverlebnis der Sinne sein soll, versucht, die Malkunst Watteaus dichterisch wiederzugeben, die damals gerade durch die kunstkritischen Arbeiten der Goncourts und einen eigenen Saal im Louvre eine Renaissance erlebte. Dem Geist des Malers wie dem des 18. Jahrhunderts und der Rokokoepoche überhaupt werden die Gedichte besonders dadurch gerecht, dass sie Gedanken an den Tod und Vergänglichkeit mit tändelnder Ironie in die Stimmung des „carpe diem“ überleiten. Zu dem spielerisch-frivolen Inhalt der Gedichte steht die noch streng parnassische Form in einem gewollten Gegensatz. Über dieser Sammlung und den Poèmes saturniens lastet das Gefühl der Bedrohung, die Ahnung des Untergangs und kompensatorisch dazu die Erfahrung der Unerfüllbarkeit des Traumes (Mon rêve familier) und der Bitterkeit der Erinnerung (Colloque sentimental). Der frühe Verlaine steht zwischen Dekadenz und Symbolismus.
Die Sammlung La Bonne Chanson enthält Liebesgedichte an seine Braut und spätere Gattin Mathilde Mauté und ist von spontan empfundenem Glück und der Sehnsucht nach einer bürgerlichen Existenz geprägt. Sie bildet zugleich den Abschluss der Dichtungsperiode Verlaines, in der er sich noch in herkömmlichen Bahnen bewegte.

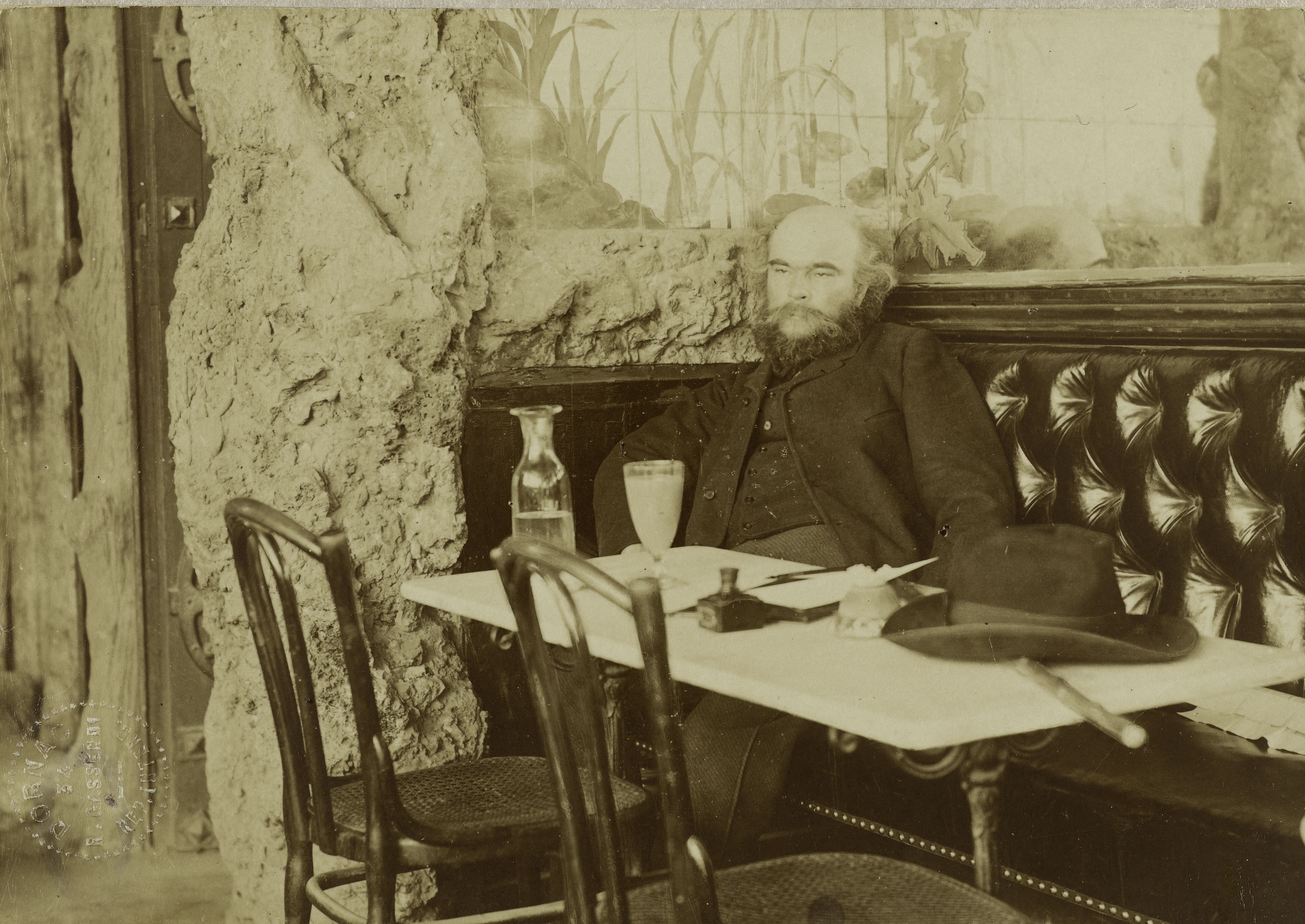
Paul Verlaine (Fotografie von Dornac)

Erst die Begegnung mit dem zehn Jahre jüngeren Rimbaud hat die Kräfte seines Verstandes und seiner Phantasie zu höchster Leistung entfaltet. Er suchte eine Lebensform, die mit seinem bisherigen Leben, seiner Zeit, mit allem, was Durchschnitt und Bürgerlichkeit hieß, nichts mehr gemeinsam hatte. Dies führte aber auch dazu, dass ihm das Unterscheidungsvermögen zwischen Wirklichkeit und Wahn allmählich verlorenging. In den Romances sans Paroles wandte Verlaine erstmals die Theorie an, die er in einem später (1882) veröffentlichten Gedicht Art poétique (entstanden 1874) niederlegte: Der Vers soll Musik sein, eine Harmonie von Tönen, ein flüchtiger Rausch, der die Grenzen der Form verwischt und die Farben nur als Nuancen wiedergibt („Pas la couleur, rien que la nuance!“). Der Reim wird als billiges Effektmittel beiseitegeschoben; das Gedicht soll in seinem Aufbau durchaus frei sein und seine Wirkung lediglich durch die geschickte Komposition von Lauten zu erreichen suchen. Diese Auflockerung des traditionellen Vers- und Strophenbaus, wie sie sich erstmals in den Romances findet, wirkt aber keineswegs wie Formlosigkeit, denn die musikalische Harmonie erweist sich als ein ebenso starkes konstruktives Prinzip wie eine vorgeschriebene Zahl von Silben oder Folge von Reimen. In diesem Manifest fordert er den „vers impair“. Er versteht darunter weniger den Vers mit ungerader Silbenzahl als die Ungleichsilbigkeit der Verse innerhalb einer Strophe. Hinzu kommt im Bereich der Wortwahl die beabsichtigte Mehrdeutigkeit. Das im Schwebezustand verharrende Gedicht wird zum Pendant einer begrifflich nicht mehr fassbaren Welt. Rhetorische Mittel wie Pointen, Satire und Ironie sind verbannt. In Abgrenzung gegen die rationale, konturenscharfe, kühle Lyrik der Parnassiens, doch auch gegen die emphatische Rhetorik der Romantik postuliert Verlaine also eine Dichtung, in der die Form – im weitesten Sinn verstanden – auf Kosten des Inhalts Autonomie erlangt.
Verlaines zeitweilige Rückkehr zum Glauben während seiner Gefängnishaft fand ihren Ausdruck in den Gedichten der Sammlung Sagesse („Weisheit“), deren Thema der Kampf zwischen Gut und Böse ist. Mittelalterliche Motive klingen an; das Gedicht wird zum Gebet, zur Lobpreisung Gottes, und die zartesten Marienlieder gelangen ihm in dieser Zeit, da er tatsächlich an seine Umkehr glaubte. Auch in der Form zeigen die Sagesse-Gedichte eine Rückkehr zur Tradition; die meisten sind in Alexandrinern verfasste Sonette.
1884 setzte er in dem Band Les Poètes maudits (dt. Die verfemten Dichter) u. a. Rimbaud und Mallarmé ein Denkmal. Amours handelt vor allem von seinem 1883 verstorbenen Schüler Létinois. In den späteren Jahren verfasste er mehrere autobiographische Prosaschriften wie Mes hôpitaux, Mes prisons und Confessions.

## Sonstiges

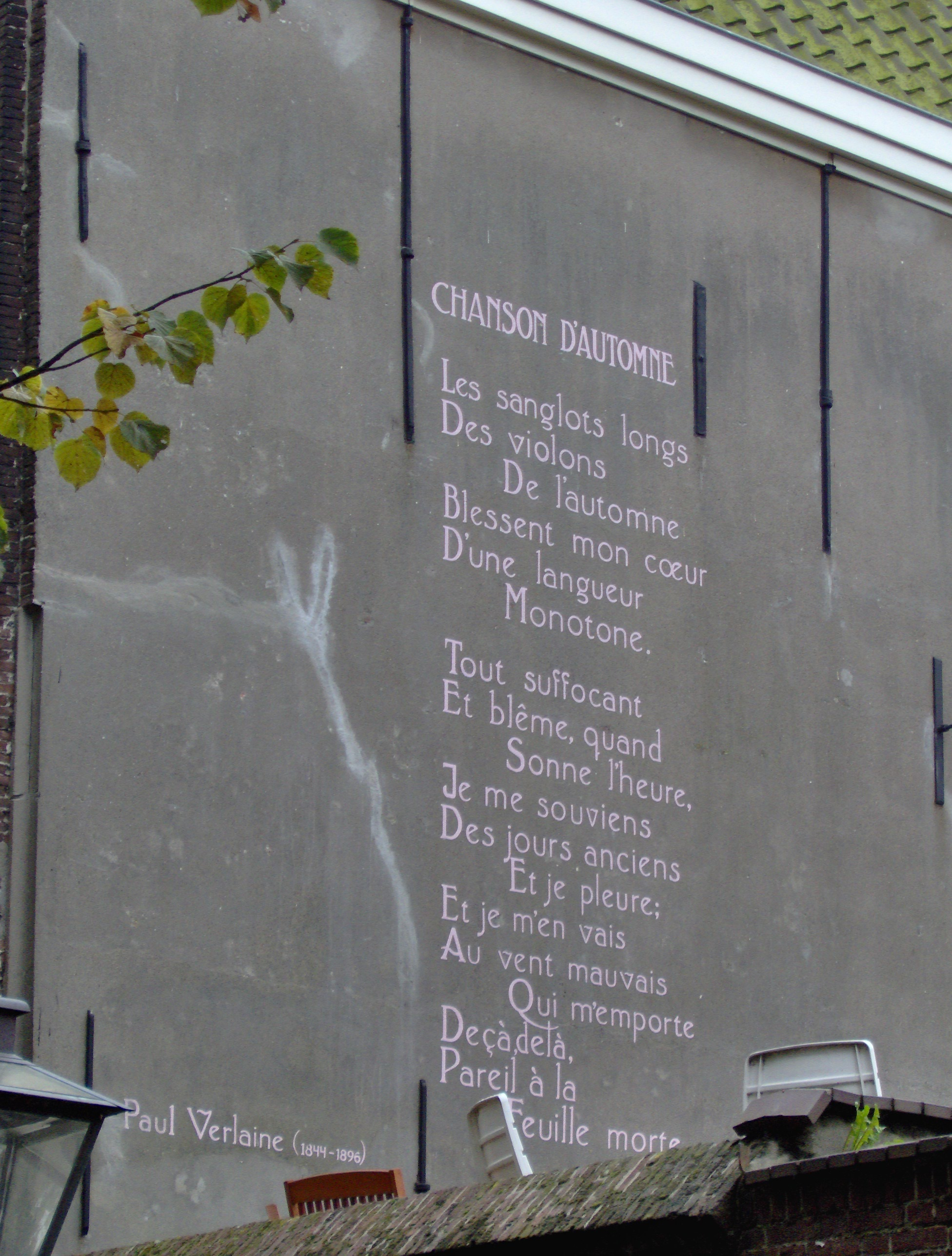
Chanson d'automne
Mauergedicht in Leiden

- Das Verhältnis von Paul Verlaine und Arthur Rimbaud wurde 1995 von Agnieszka Holland unter dem Titel Total Eclipse – Die Affäre von Rimbaud und Verlaine verfilmt.

- Die Waffe, mit der Verlaine auf Rimbaud schoss, ein 6-schüssiger leichter Lefaucheux-Revolver, Kaliber 7 Millimeter, war 2016 auf 50.000 bis 60.000 Euro geschätzt worden. Der Revolver wurde im Jahr 2016 im Auktionshaus Christie’s für 434.500 Euro von einem Unbekannten ersteigert. Nach Angaben von Christie’s und der belgischen Justiz war er durch die Polizei an den Besitzer des belgischen Waffengeschäft Montigny in Brüssel zurückgegeben worden, wo er bis zum Jahr 1981 in einem Tresor lag. Danach ging er, als Geschenk, an den Steuerberater des Waffengeschäftes, der ihn zuerst in den 2010er-Jahren für Ausstellungen zur Verfügung stellte und 2016 zu der Auktion gab.

- Der am 23. Januar 1993 entdeckte Asteroid (6871) Verlaine wurde nach ihm benannt.

- Mit den Strophen des nachfolgenden Gedichts Chanson d'automne (1866), insbesondere der als Signal geltenden 2. Strophe, wurde die französische Résistance im Zweiten Weltkrieg auf dem Sender Radio Londres der BBC am Abend des 5. Juni über den Termin der innerhalb 48 Stunden bevorstehenden Landung in Frankreich (6. Juni 1944, Operation Overlord) informiert.

Chanson d’automne

Les sanglots longs

des violons

de l’automne

Blessent mon coeur

d’une langueur

monotone.

Tout suffocant

Et blême, quand

Sonne l’heure,

Je me souviens

Des jours anciens

Et je pleure

Et je m’en vais

Au vent mauvais

Qui m’emporte

Deçà, delà,

Pareil à la

Feuille morte.
Als Verstehenshilfe wörtlich
übersetzt von Gert Pinkernell:

Die langen Schluchzer

der Geigen

des Herbstes

verwunden mein Herz

mit einer monotonen

Wehmut.

Ganz erstickend

und bleich, wenn

die Stunde schlägt,

erinnere ich mich

der einstigen Tage,

und ich weine.

Und ich gehe fort

mit dem bösen Wind,

der mich davonträgt,

hierhin, dorthin,

ähnlich dem

welken Blatt.
Die poetische Nachdichtung
 von Stefan George lautet:

Seufzer gleiten

Die saiten

Des herbsts entlang,

Treffen mein herz

Mit einem schmerz

Dumpf und bang.

Beim glockenschlag

Denk ich zag

Und voll peinen

An die zeit,

Die nun schon weit,

Und muss weinen.

Im bösen winde

Geh ich und finde

Keine statt …

Treibe fort,

Bald da bald dort,

Ein welkes blatt.

## Werke

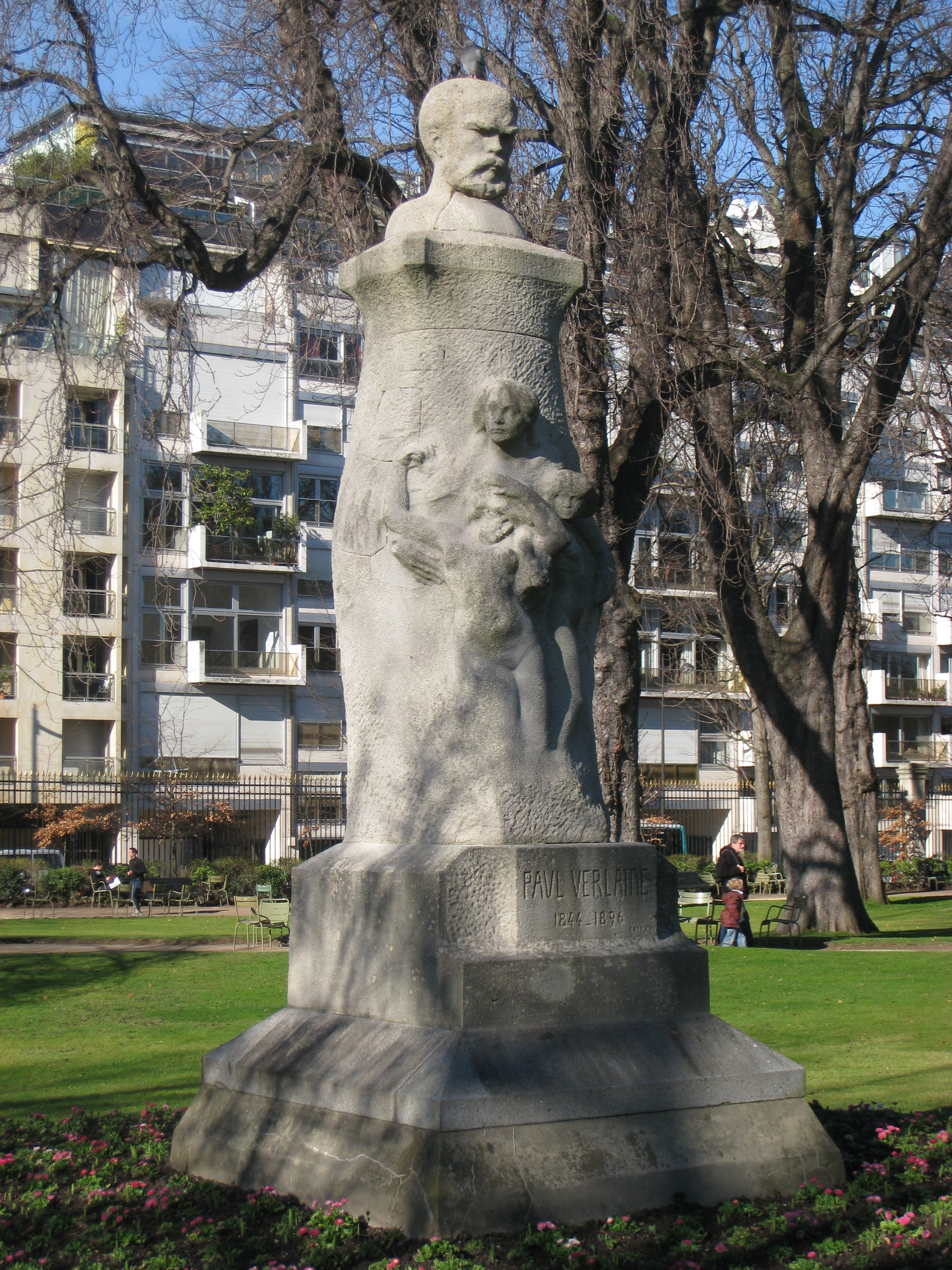
Verlaine-Statue von Rodo im Jardin du Luxembourg

- Poèmes saturniens, 1866
- Chanson d’automne, 1866
- Les Amies, 1867
- Fêtes galantes, 1869
- La Bonne Chanson, 1870
- Romances sans paroles, 1873
- Sagesse, 1880
- L’Art poétique, 1882
- Les Poètes maudits, 1884; Rimbaud
- Jadis et naguère, 1885
- Mémoires d’un veuf, 1886
- À Louis II de Bavière, 1888
- Amour, 1888
- Parallèlement, 1889
- Dédicaces, 1890
- Chansons pour elles
- Bonheur
- Mes hôpitaux, 1891
- Femmes, 1891
- Liturgies intimes
- Chansons grises, 1892
- Elégies. Odes en son honneur
- Mes prisons
- Quinze jours en Hollande, 1893
- Epigrammes
- Dans les limbes, 1894
- Confessions, 1895
- Invectives
- Chair, 1896
- Hombres (Hommes), 1903 (Manuskript von 1891, männliche Homosexualität)

## Vertonungen (Auswahl)
Verlaine gehört zu den meist vertonten französischen Lyrikern überhaupt.
- Gabriel Fauré: Mélodies de Venise (1891), La Bonne Chanson (1892–1894)
- Ernest Chausson: Deux poèmes de Verlaine op. 34 (1898)
- Claude Debussy: Ariettes oubliées (1888), Trois Mélodies (1891), Fêtes galantes I (1892) und II (1904), weitere Vertonungen als Klavierwerke, so z. B. Clair de lune
- Charles Koechlin: Cinq poèmes de La bonne chanson op. 24 (1901–02)
- Georges Brassens: Colombine, Chanson d' automne
- Dieter Salbert: Deux Chansons Frivoles (Fantoches / En bateau) für Sopran und Kontrafagott[3]

Weitere Komponisten: 
- Emmanuel Chabrier
- Frederick Delius
- Léo Ferré
- Reynaldo Hahn
- Arthur Honegger
- Jules Massenet
- Klaus Michael Miehling
- Maurice Ravel
- Camille Saint-Saëns
- Margarete Sorg-Rose
- Igor Strawinski
- Louis Vierne